# Гамбро, Леонид
Леонид Гамбро (англ. Leonid Hambro; 26 июня 1920, Чикаго — 23 октября 2006, Нью-Йорк) — американский пианист и композитор русско-еврейского происхождения. Отец Гамбро, Семён Музыкант, был тапёром; он изменил свою фамилию в соответствии с тем видом на жительство в США, который ему удалось приобрести.
Гамбро окончил Джульярдскую школу, в 1946 г. выиграл Наумбурговский конкурс молодых исполнителей. В 1940-50-е гг. Гамбро вместе с другим пианистом, Яшей Зайде, вёл совместные программы на нью-йоркской радиостанции классической музыки WQXR, а также концертировал дуэтом. В 1952 г. он произвёл фурор, в течение суток выучив и исполнив (вместо заболевшего исполнителя) сложнейшее сочинение Пауля Хиндемита в присутствии композитора, заявившего слушателям после концерта, что они стали свидетелями своего рода чуда.
В 1961—1970 гг. Гамбро был партнёром по выступлениям известного американского музыканта-шоумена Виктора Борге. К этому периоду относится ряд шуточных сочинений Гамбро — в частности, вариации «С днём рождения, дорогой Людвиг!» (англ. Happy Birthday Dear Ludwig), интерпретирующие популярную мелодию «Happy Birthday to You» в стиле Бетховена с одновременным использованием наиболее популярных бетховенских мелодий («Лунная соната», «К Элизе» и т. п.).
В 1970—1992 гг. Гамбро возглавлял кафедру фортепиано в Калифорнийском институте искусств. Однако и после этого он продолжал концертировать, создав квартет вместе с тремя своими бывшими студентами. Сообщается, в частности, о концертном выступлении Гамбро 22 декабря 2003 года на первом ежегодном торжественном обеде Нью-Йоркского общества атеистов.